# 多林島
44°42′43″N 14°48′48″E / 44.71194°N 14.81333°E
多林島是克羅地亞的島嶼，位於克瓦內爾灣，由濱海和山區縣負責管轄，長8.5公里、寬0.9公里，面積4.61平方公里，海岸線長度18.541公里，最高點海拔高度117米，島上無人居住。